# Dálnice 11
La Dálnice 11 (o D11) è un'autostrada ceca. Essa parte da Praga, fino ad arrivare nei pressi di Jaroměř, congiungendosi con la R35. L'autostrada è lunga 84 km.
La costruzione dell'autostrada fu iniziata nel 1978. È ancora in costruzione un tratto fino al confine con la Polonia.

## Percorso
|                              |                                                   |    |                |  |  |
| Tipo                         | Indicazione                                       | km | Strada europea |  |  |
|                              | Horní Počernice                                   | 1  |                |  |  |
|                              | Area di servizio "Horní Počernice"                |    |                |  |  |
|                              | Jirny                                             | 8  |                |  |  |
|                              | Bříství                                           | 18 |                |  |  |
|                              | Area di servizio "Bříství"                        |    |                |  |  |
|                              | Sadská                                            | 25 |                |  |  |
|                              | Poděbrady-západ (Vrbová Lhota)                    | 35 |                |  |  |
|                              | Area di servizio "Vrbová Lhota"                   |    |                |  |  |
|                              | Poděbrady-jih (Kluk)                              | 39 |                |  |  |
|                              | Poděbrady-východ (Libice)                         | 42 |                |  |  |
|                              | Dobšice                                           | 50 |                |  |  |
|                              | Chlumlec nad Cidlinou                             | 62 |                |  |  |
|                              | Chýšť                                             | 68 |                |  |  |
|                              | Pravy                                             | 76 |                |  |  |
|                              | Area di servizio "Osice" (solo carreggiata ovest) |    |                |  |  |
|                              | Sedlice                                           | 84 |                |  |  |
| Tratto finale in costruzione |                                                   |    |                |  |  |